# هلن مصر
هلن مصر (انگلیسی: Helena of Egypt؛ فعال در سدۀ چهارم پیش از میلاد) نقاش اهل مصر باستان بود که هنر خود را از پدرش، تیمون، که او نیز یک هنرمند بود، آموخت. او در دوره‌ای پس از مرگ اسکندر مقدونی در سال ۳۲۳ پیش از میلاد فعالیت می‌کرد. هلنا صحنه‌ای از نبرد ایسوس را نقاشی کرد؛ نبردی که در آن اسکندر مقدونی، شاه ایران داریوش سوم را در آسیای صغیر جنوبی شکست داد.‎
پلینیوس حکیم می‌نویسد که «نبرد ایسوس» تنها اثر ثبت‌شدهٔ هلناست که از آن، یک نسخهٔ بازآفرینی‌شدۀ موزاییکی موجود است. در واقع، یک نسخهٔ موزاییکی از این اثر در پمپئی یافت شده است. این نسخه در قالب موزاییک کف در حفاری‌های قرن نوزدهم در خاندان فاوان (House of the Faun) در پمپئی کشف شد و اکنون در موزه باستان‌شناسی ملی ناپل نگهداری می‌شود. اگرچه هنرمند خالق این موزاییک موجود ناشناخته است، اما گمان می‌رود که کپی‌ای از اثری پیشین از فیلوخسنوس اهل ارتریا باشد، اما همچنین این احتمال وجود دارد که در واقع نسخه‌ای از اثر هلنا باشد. تنها اطلاعات دیگر در مورد هلن مصر در اثر دایرةالمعارف بیبلیوتکا اثر فوتیوس اول، اسقف قسطنطنیه، یافت می‌شود. نام او به همراه هلن تروا در فهرستی از زنانی به نام «هلن» آمده است، و در بخش مربوط به هلن مصر نوشته شده:
«و هلنِ نقاش نیز در این فهرست قرار دارد. او دختر تیمون مصری بود. او نبرد ایسوس را زمانی نقاشی کرد که در اوج توانایی خود بود. این نقاشی در معبد صلح در زمان وسپاسیان به نمایش درآمد.» 
طبق برخی ترجمه‌های دیگر، او «تقریباً هم‌زمان با وقوع نبرد ایسوس آن را نقاشی کرد»، که این موضوع او را به قرن چهارم پیش از میلاد مربوط می‌سازد و از این نظریه حمایت می‌کند که او هم‌عصر اسکندر مقدونی بوده است. نسبت دادن این اثر به او البته مورد مناقشه است، زیرا او یک زن بود و هیچ اثر موزاییکی دیگری که شناخته شده و مربوط به زنی در آن دوره تاریخی باشد، کشف نشده است.